# Nockalmstraße

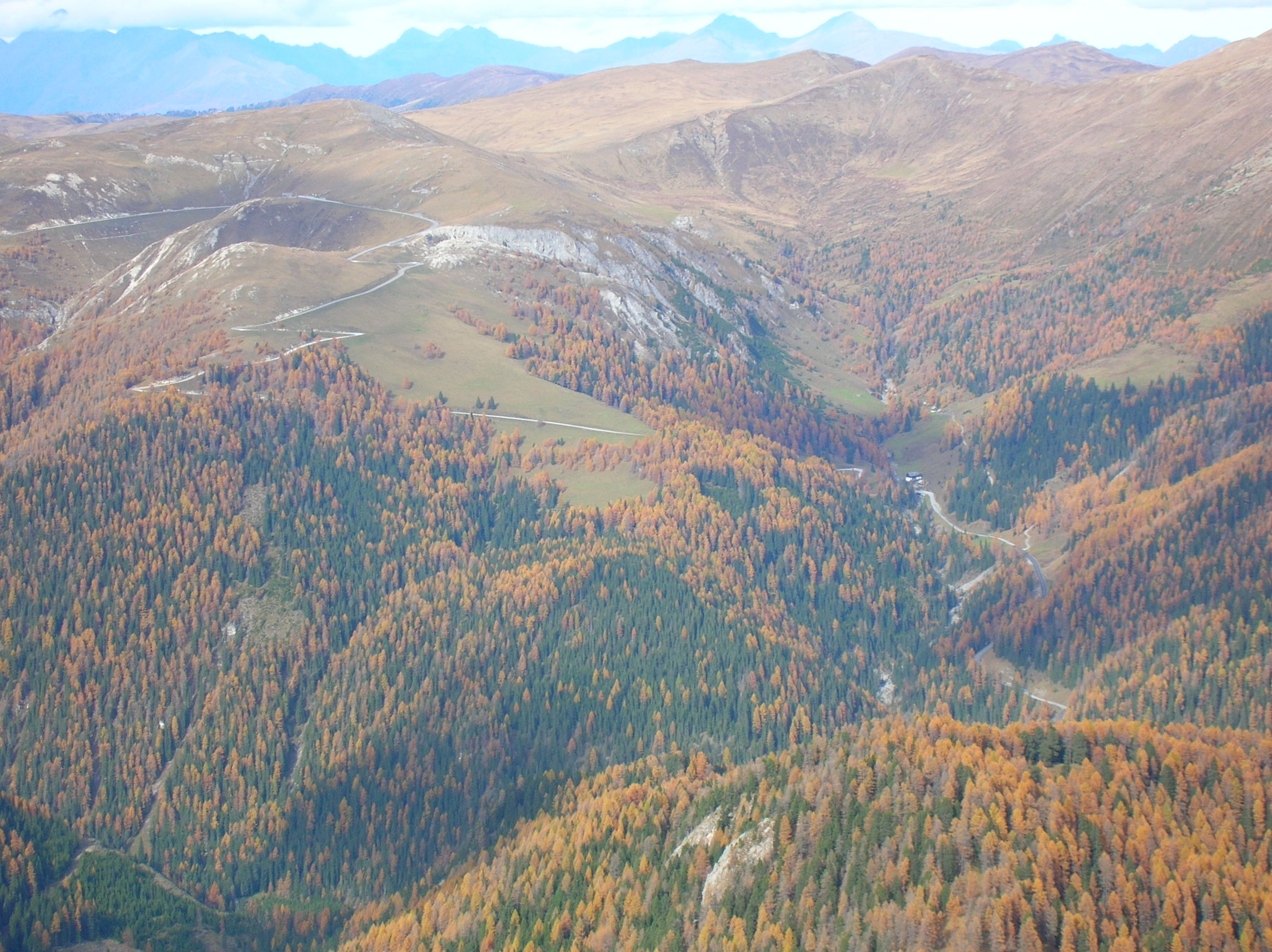
A Nockberge látképe a Nockalmstraßéról

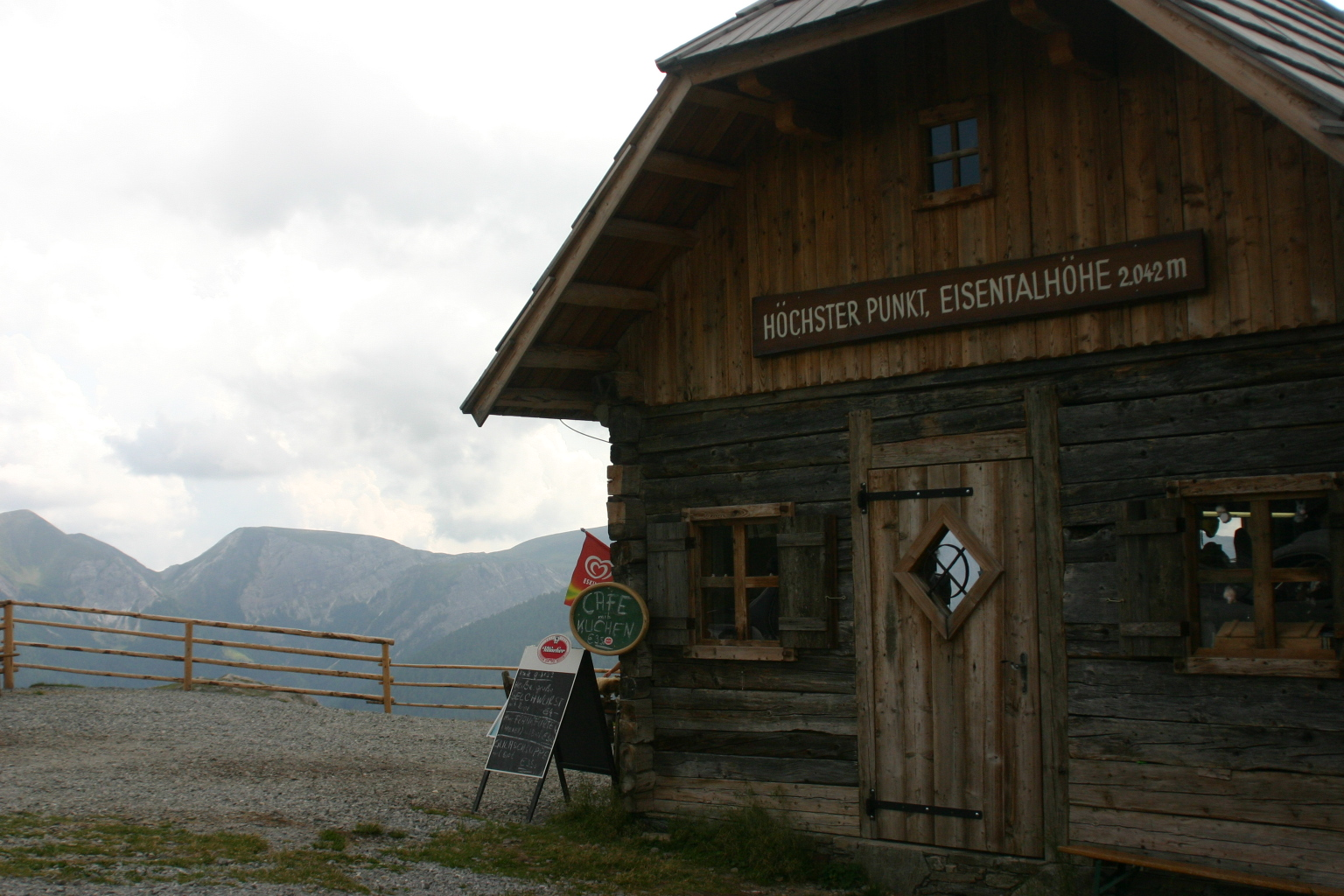
Eisentalhöhe: a Nockalmstraße legmagasabb pontja

A Nockalmstraße díjköteles útszakasz Ausztria Karintia tartományában.
Egy 1971-ben a karintiai tartományi kormányzat által készített tanulmány egy Innerkremsből induló az Eisentalhöhén, Karlbadon, Grundtalon, Schiestel Schartén és a Winkltalon át Ebene Reichenauba vezető út építését irányozta elő. Az út építésének az volt a célja, hogy egyrészről összekösse az építés alatt lévő Tauern autópályát a Liesentallal, másrészről pedig ez az út volt hivatott javítani a tartomány középső része és a Nockberge közötti közlekedési kapcsolatot.
Ettől remélték továbbá a Nockberge környékén a turizmus élénkülését, és ezenfelül az útnak a erdőgazdálkodás és az alpesi legelőgazdálkodás számára is előnyökkel kellett járnia.
Készültek tervek ezen a vidéken az úthoz kapcsolódó síparadicsomok kialakítására is, azonban ezeket egy állampolgári kezdeményezés nyomán kialakult tiltakozás, illetve az ennek következtében kiírt népszavazás miatt elvetették. Ehelyett a Nockalmstrasse két oldalán fekvő szabad területeket 1987. január 1-jétől a 216 km² nagyságú volt Nockberge Nemzeti Park központi részévé nyilvánították.
A Nockalmtraße, ami időközben aszfaltborítást is kapott, többéves építkezés után – aminek eredményeképpen az építési költségek kerek 100 millió schillingre (7,27 millió euró) rúgtak – 1981-ben elkészült, és díjköteles útszakaszként átadták a forgalomnak. Az utat a környezet épségére különösen ügyelve építették meg a szelíd lankáiról elnevezett Nockbergén keresztül. Ez a 35 kilométer hosszú útszakasz 52 kanyart leírva kanyarog Innerkrems és Reichenau között úgy, hogy közben a legnagyobb emelkedő is csak 12%-os. Ebene Reichenautól az út a 95-ös országútba csatlakozik, ami egykor Európa legmeredekebb hágója volt, és Karintiát köti össze a Turracher Höhén át Stájerországgal.
Az út kezdő kerékpárosok, motorosok és autóvezetők számára is könnyen járható, és egyedülálló kilátást kínál a környező vidékre. Az úton meg lehet állni több fogadóként működő alpesi menedékháznál, természetvédelmi tanösvénynél, illetve egy, az alpesi gazdálkodást bemutató múzeumnál és egy gyógyforrásnál, valamint természetesen az út legmagasabb pontján, az Eisentalhöhén, ami 2042 méterrel van a tengerszint felett.
A Nockalmstraße (kedvező időjárás esetén) májustól októberig van nyitva minden nap 8-tól 18 óráig, és a Großglockner-Hochalpenstraßen AG üzemelteti.

## Külső hivatkozások
- Az Nockalmstrasse út weboldala
- Térképrészlet